# Премьер-Лига Азия Трофи
Премьер-Лига Азия Трофи (известный как Barclays Asia Trophy по спонсорской причине, ранее FA Premier League Asia Cup) — товарищеский четырёхкомандный предсезонный футбольный турнир, который проводится в Азии каждые два года с 2003 года. Единственное аффилированное с Английской Премьер-лигой (АПЛ) соревнование, проводимое за пределами Англии.
Турнир проводится раз в два года по нечётным годам во избежание коллизии с Чемпионатами мира и Чемпионатами Европы по футболу. Первоначально в турнире участвовали по три команды из АПЛ и команда-хозяин турнира. С 2017 года в турнире играют четыре команды из АПЛ.

## История
Из-за огромной популярности АПЛ в Азии было решено проводить предсезонные турниры в Азии с 2003 года.
В 2011 году трофей выиграл «Челси».
В 2013 году трофей выиграл «Манчестер Сити», обыграв «Сандерленд» со счетом 1-0.
В розыгрыше 2015 года, проходившем в Сингапуре, «Арсенал» стал победителем, обыграв «Эвертон» в финале. «Сток» финишировал на 3-м месте.
В 2017 году в Гонконге «Ливерпуль» победил в финале «Лестер» со счетом 2-1.
В 2019 году в Шанхае победу одержал «Вулверхэмптон», одолев в финале «Манчестер Сити». Основное время матча завершилось со счётом 0-0, а в серии пенальти был зафиксирован счёт 3-2.